# Miss Monique
Pour les articles homonymes, voir Monique (homonymie).
Miss Monique, nom de scène d'Olessia Arkoucha (en ukrainien : Олеся Аркуша), née le 5 mai 1992, est une disc jockey ukrainienne. Elle se fait connaitre dans le monde de la musique électronique  notamment grâce à la création de chaines YouTube appelées « Mind Games » et « MiMo Weekly » mais également grâce à des sorties sur des labels tels que Black Hole Recordings ou Bonzai Progressive.

## Biographie

### Débuts
La carrière d’Olessia Arkoucha commence en 2011 lorsqu'elle donne des performances en Ukraine, et ce durant deux ans. L’année 2013 est marquée par la création d’une émission de radio appelée Mind Games. La croissance de sa popularité lui permet de gagner des auditeurs étrangers. Grâce à cela, Miss Monique commence à se produire dans plusieurs salles de concert internationales, et en 2014 commence une coopération avec le label Freegrant Music. Les morceaux qui sortent sur ce label sont reconnus par les plus grands DJ du monde, en particulier Armin van Buuren, Paul van Dyk, Paul Oakenfold et d’autres. Elle donne plus de 100 spectacles en 2016 en Belgique, en Chine, au Mexique et en Égypte. Elle poursuit ses tournées en 2022 en Argentine, en Israël, en Espagne, en Hongrie ou encore en Floride, ayant joué finalement dans une quarantaine de pays depuis ses débuts.
Originaire d’Ukraine, sa vocation lui vient à l'aube des années 2010. Basée pour sa carrière à Kyiv, Miss Monique n’a cessé de prendre de l’importance et est l’une des DJ les plus reconnues en Europe de l’Est,. Miss Monique est par ailleurs considérée comme l’artiste féminine la plus reconnue dans le style Progressive House en Europe,,. Miss Monique est l’une des 20 pop-stars ukrainiennes les plus populaires et son tube  Way of the Wind  est classé 14e meilleur morceau de Progressive House de l’année 2021. Certaines de ses vidéos postées sur YouTube atteignent couramment plus de 500000 vues et certaines jusqu'à deux millions de vues,. Ses cheveux teintés en vert restent un élément distinctif.
Pendant l'invasion de l'Ukraine par la Russie de 2022, Miss Monique et d'autres DJ ukrainiens ont donné un concert rave de collecte de fonds à Vilnius en Lituanie le 24 août 2022 à l'occasion du Jour de l'Indépendance de l'Ukraine,. Miss Monique a déclaré : « Cet événement à Vilnius permettra non seulement de collecter des fonds pour les Ukrainiens, mais aussi de rappeler au monde que la guerre n'est pas terminée. Des gens meurent encore et nous devons faire quelque chose ensemble et arrêter le terrorisme de la Russie ».
En 2022, Miss Monique participe au festival Tomorrowland pour la première fois, et, en 2024 encore, au programme underground, Resistance, de l'Ultra Music Festival à Miami.
Le 21 juin 2025, elle se produit à Paris lors du concert de la Fête de la musique aux Jardin des Tuileries.

### Label et style
Miss Monique fonde son propre label « Siona Records » en 2019,.
Son style musical est une fusion éclectique de progressive house, de techno et de trance.

Miss Monique
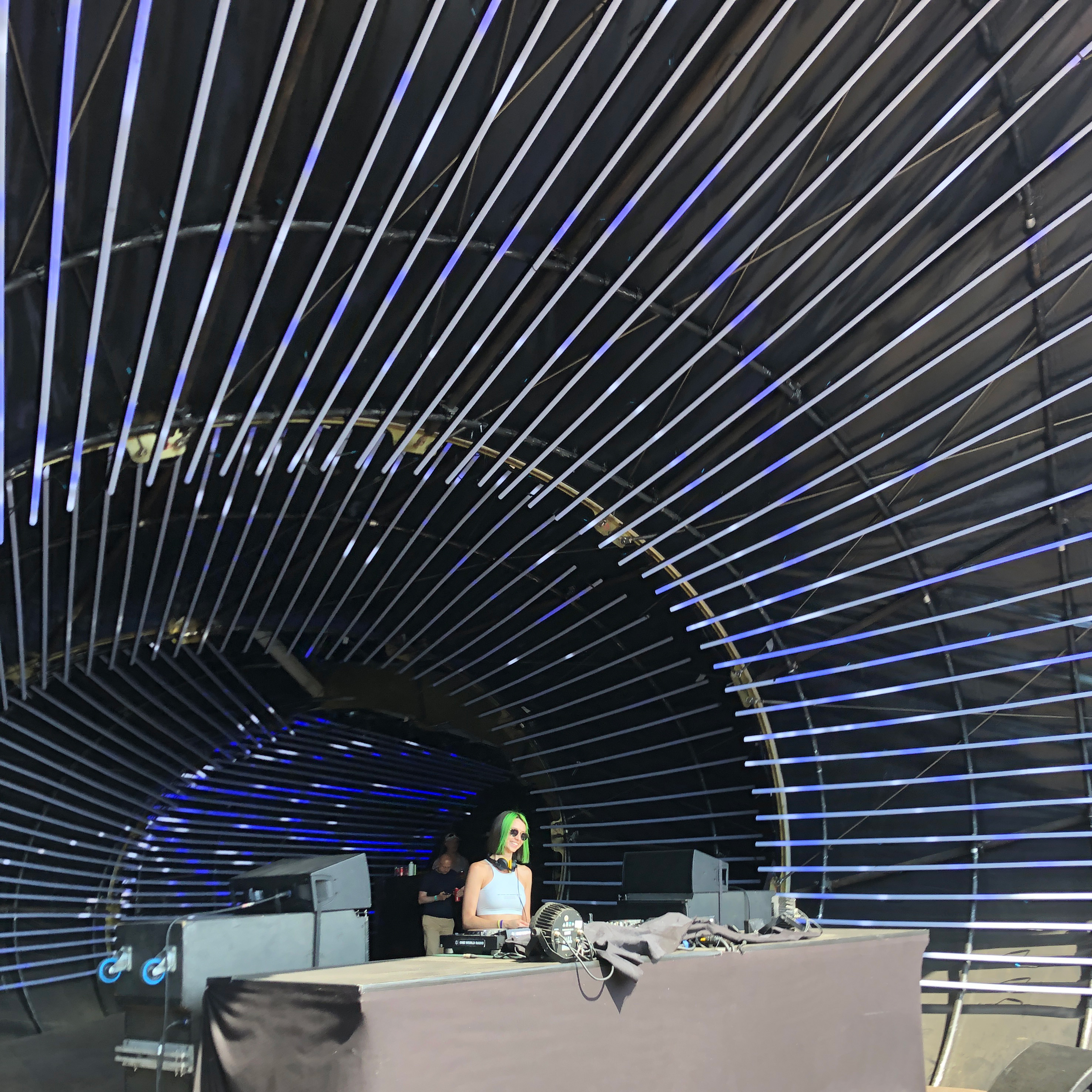
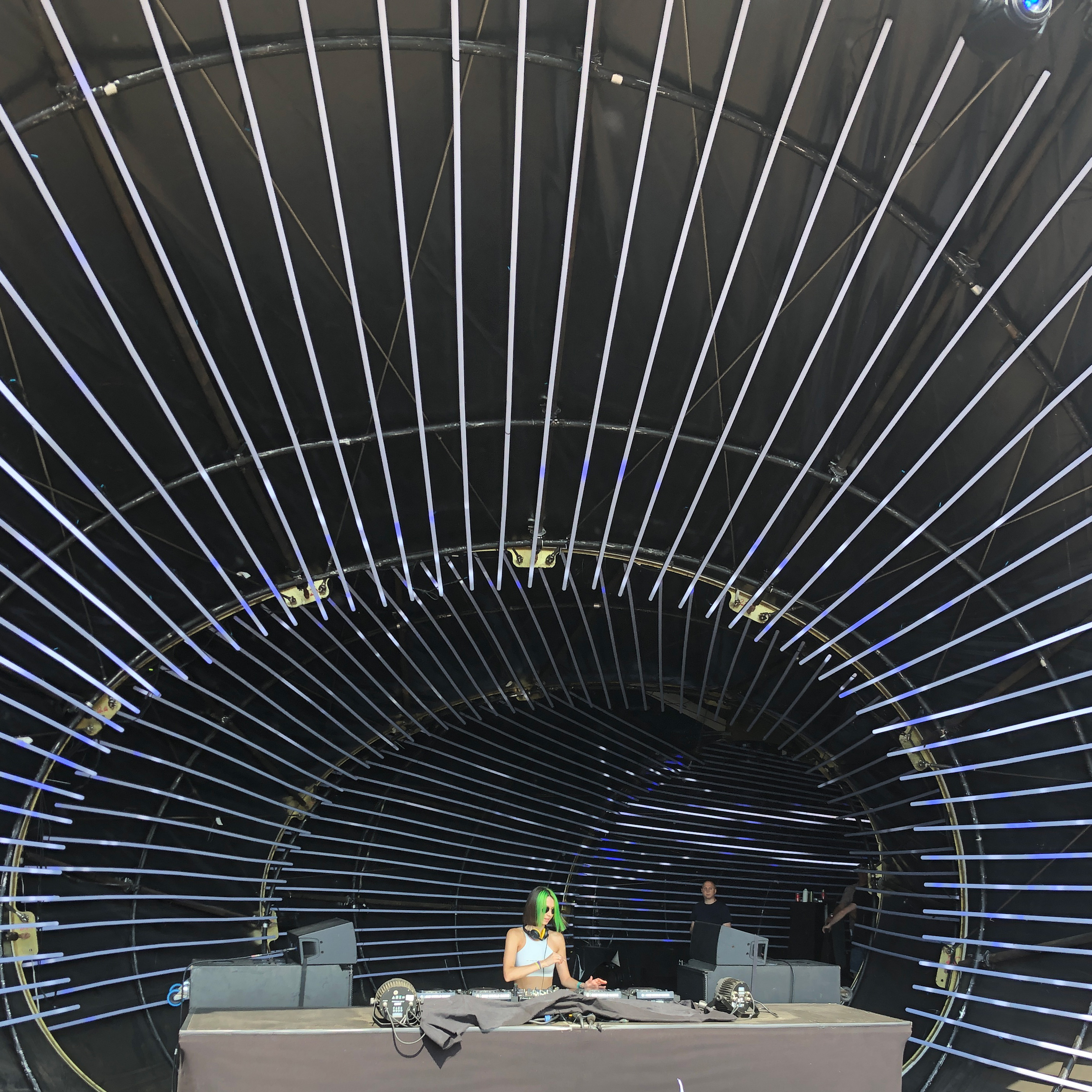
À Tomorrowland en 2022
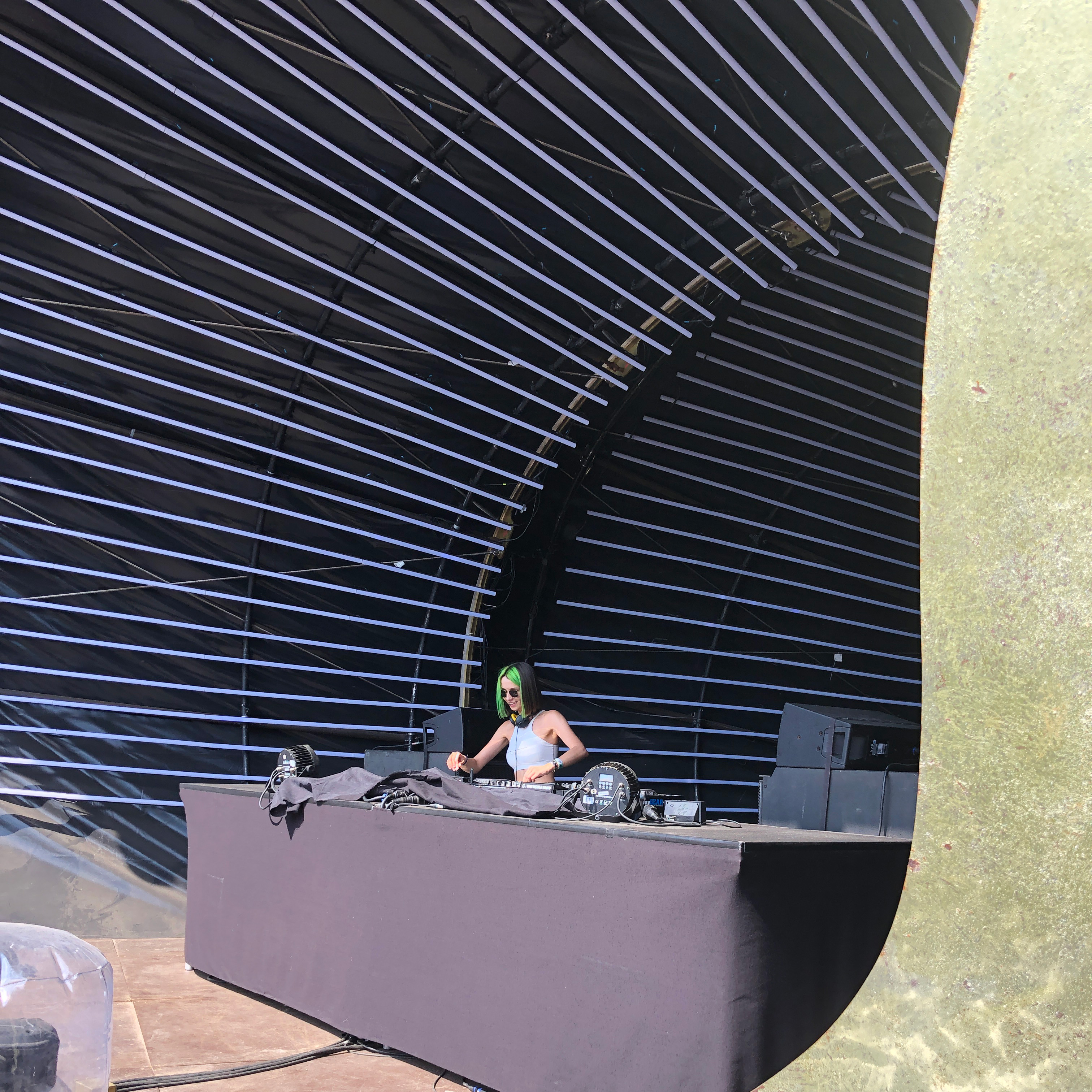
Sur la scène principale de Tomorrowland en 2024

## Discographie

### Extended Play
- 2020 : Raindrop, sur Siona Records[3]
- 2021 : Land Of Sunshine, sur Purified Records[9],[19]